# أيج (أسطورة)
أيج (بالإنجليزية: Aje)‏ في الأساطير الأفريقية هي ربة الثروة بكل أشكالها عند شعب يوروبا في نيجيريا. وتسمى آجي Aje إلهة الثروة في ديانة نيجيريا وغرب أفريقيا، يصورونها على هيئة دجاجة تنبش الأرض، وهی ترافق إلهة الأرض أدوادوا Oduduwa في أساطير الخلق.

## أُنظر أَيضًا
أساطير المرأة الأفريقية:
- أساطير أفريقية

- أبوك (ميثولوجيا)
- أني يو (ميثولوجيا)
- آييدا ويدو
- عيشة قنديشة
- ينينجا